# Milà pitnegre
El milà pitnegre (Hamirostra melanosternon) és un ocell rapinyaire de la família dels accipítrids (Accipitridae) que és l'única espècie del gènere Hamirostra Brown, 1846. Habita zones de matoll i bosc clar de l'interior d'Austràlia arribant fins a la costa nord. El seu estat de conservació es considera de risc mínim.